# Аслани, Мерсим
Мерсим Аслани (алб. Mersim Asllani; род. 7 июня 1999, Эгль, Швейцария) — косовский футболист, полузащитник швейцарского клуба «Бюль» и национальной сборной Косово. Ранее, будучи уроженцем Швейцарии, выступал за молодёжные сборные Швейцарии.

## Клубная карьера
13 августа 2020 года Аслани подписал трёхлетний контракт с клубом швейцарской Челлендж-лиги «Лозанна Уши». 16 октября 2020 года Аслани впервые был включён в заявку «Лозанны Уши» на матч лиги (против «Арау»). Восемь дней спустя он дебютировал в составе «Лозанны Уши», в матче, закончившемся выездной ничьёй (0:0) с «Вилем». В этой игре Аслани на 67-й минуте заменил Карима Газетту.
7 июля 2023 года Асллани перешёл в клуб швейцарской Первой лиги Промоушен «Бюль».

## Карьера в сборной
С 2014 по 2019 год Аслани выступал за сборную Швейцарии в различных возрастных категориях: за сборные до 15, 16, 17, 18, 19, 20 и 21 года. За все эти команды он суммарно провёл 42 матча и забил шесть голов. 2 июня 2021 года Аслани был срочно вызван в сборную Косово для участия в товарищеских матчах против Гвинеи и Гамбии. Шесть дней спустя Аслани дебютировал за Косово в товарищеском матче против Гвинеи, выйдя на замену на 62-й минуте вместо Етмира Топали.